# Sato Josuke
Josuke Sato (sinh ngày 19 tháng 11 năm 1975) là một cầu thủ bóng đá người Nhật Bản.

## Sự nghiệp câu lạc bộ
Josuke Sato đã từng chơi cho Gamba Osaka.